# Заостровечье
Заостровечье (бел. Заастравечча) — агрогородок в Клецком районе Минской области Белоруссии. Административный центр Заостровечского сельсовета. Население 1938 человек (2009).

## География
Заостровечье находится в 35 км юго-восточнее райцентра, города Клецк, и в 28 км к северо-востоку от города Ганцевичи. В 5 км к югу от села проходит граница с Брестской областью. По западной окраине агрогородка протекает река Лань. Село связано местными дорогами с окрестными населёнными пунктами. Ближайшие ж/д станции находятся в Клецке (линия Слуцк — Барановичи) и в Ганцевичах (линия Барановичи — Столин — Ровно).

## История
В 2008 году деревня Заостровечье преобразована в агрогородок.

## Экономика
- СПК «Заостровечье». Производственное направление — мясо-молочное. Имеется птицеферма.
- РКУП «Клецкое ЖКХ» (участок Заостровечье)

## Социальная сфера
- УО « Заостровечская ГОСШ». Основана в 1869 году, когда в Заостровечской волости было открыто Заостровечское народное училище. 1928 году начала работать семилетняя школа, а с 1963 года — средняя школа.
- Заостровечский ясли-сад
- УЗ «Заостровечская участковая больница»

## Культура
- Заостровечский сельский Дом культуры
- Заостровечская сельская библиотека
- Историко-этнографический музей деревни Заостровечье, созданный к 60-летию Победы советского народа в Великой Отечественной войне.

## Достопримечательность
- Православная церковь Святого Дионисия. Деревянная церковь построена в 1933 году, включена в Государственный список историко-культурных ценностей Республики Беларусь[2].Церковь Заостровечье

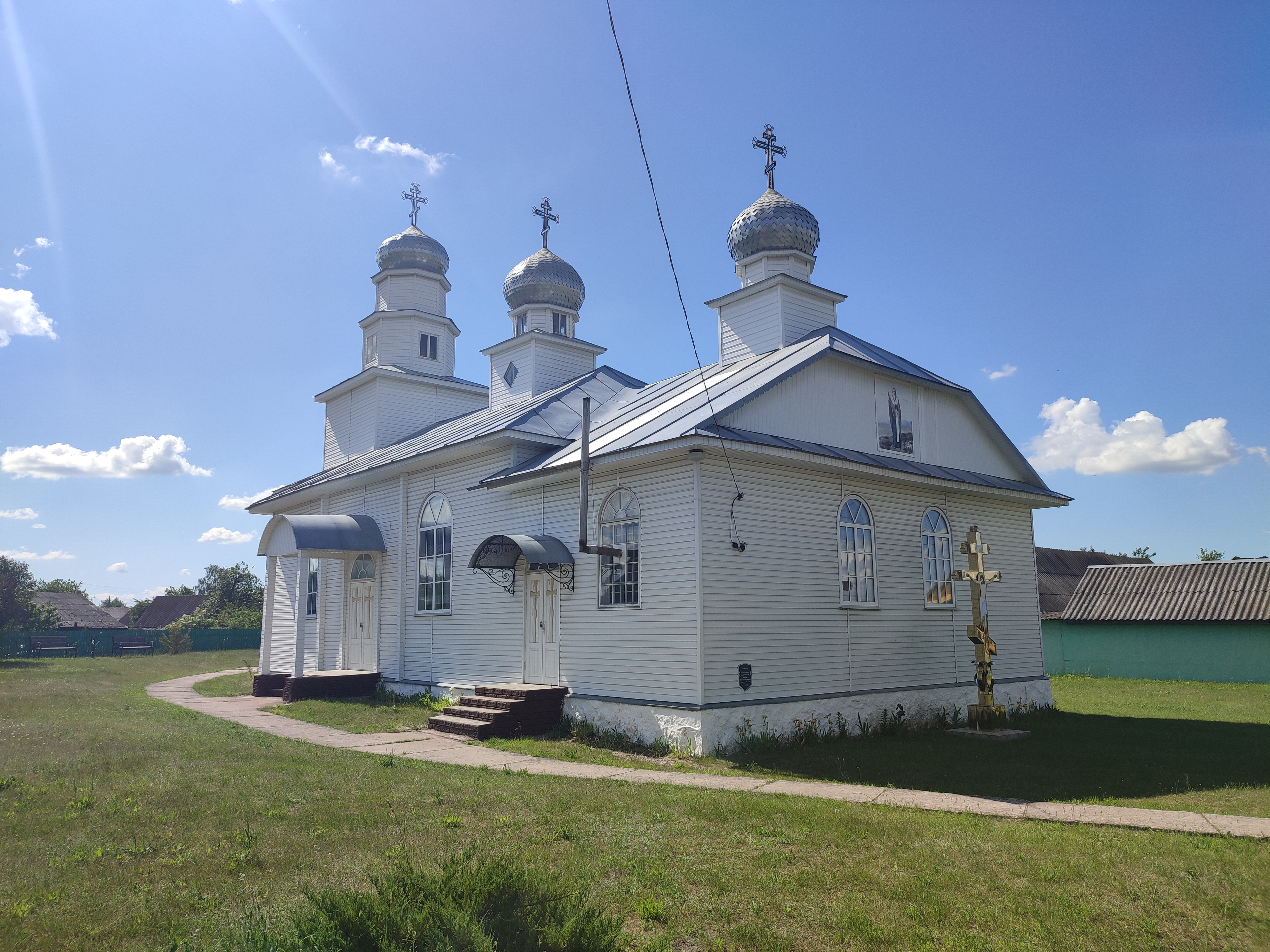
Церковь Заостровечье

- Здание бывшего костёла. Каменный храм строился в 1937—1939 годах, строительство не было закончено. В советское время переделан в автобазу.
- Деревянное здание католической часовни на кладбище не сохранилось. На его месте в 1997 году была построена кирпичная католическая часовня св. Анны.
- Памятный крест участникам восстания 1863 года.